# 単一電子宇宙仮説
単一電子宇宙仮説（たんいつでんしうちゅうかせつ、The one-electron universe）は、すべての電子と陽電子が実際には時間を前後に移動する単一の存在の発露であるとする、1940年春にジョン・ホイーラーの電話によってリチャード・P・ファインマンへ提案された仮説である。ファインマンによると：
| 「 | 私はプリンストン大学院でホイーラーから電話を受け以下の様な会話をした。 「ファインマン、すべての電子が同じ電荷と同じ質量を持っている理由が解ったよ」 「なぜ？」 「なぜなら、これらはすべて同じ電子だからだ！」 | 」 |

## 概要
このアイデアは、すべての電子が時空全体に追跡できる世界線に基づいている。 ホイーラーは、そのような追跡線を無数に持つのではなく、一本の糸が巨大に絡み合っている結び目のように、宇宙の全てが時間を前後に進む単一の電子によって走破された1本の線の一部であると提案した。任意の瞬間は時空を横切る線の断面として表され、結び目となった世界線の無数の結節点であるとする。各結節点は、その瞬間の実在の電子を表す。
線の半分は時間的に前方に進み、半分はループして後方に進む。ホイラーは、これらの後方進行する部分が電子に対する陽電子などの反粒子として現れることを示唆した。
陽電子よりもはるかに多くの電子が観測されており、電子は陽電子より多く存在すると考えられている。ファインマンによれば、彼はホイラーにこの問題点を指摘した。ホイーラーは、失われた陽電子は陽子の中に隠されていると推測した。 
ファインマンは、反粒子は逆の世界線で表すことができるというホイーラーの洞察に感銘を受け、ノーベル賞の受賞演説で次のように述べた。
| 「 | 私は、陽電子が未来から過去に向かう電子として、世界線の逆行部分で表現されているという当初の観測を真剣に受け止めたのと同じくらいには、ホイーラーからのすべての電子が同じものであるという考えを真剣に受け止めていませんでした。盗ませてもらおう。 | 」 |

ファインマンは後に、1949年の論文「TheTheory of Positrons」で、陽電子を時間的に逆行方向に移動する電子として解釈することを提案した。 南部陽一郎は後に、粒子と反粒子のペアのすべての生成と消滅にそれを適用し、「時々発生する可能性のあるペアの最終的な生成と消滅は、生成でも消滅でもなく、移動する粒子の方向の変化だけです。過去から未来へ、または未来から過去へ。」 